# Liste der Bischöfe von Mallorca
Die folgenden Personen waren Bischöfe von Mallorca (Spanien):
- Elias (480–484)
- Ramón de Torrelles (1238–1266)
- Pedro de Morella (1266–1282)
- Ponce de Jardí (1283–1303)
- Guillermo de Vilanova (1304–1318)
- Ramón de Cortsaví (1318–1321)
- Guido de Terrena (1321–1332)
- Berenguer Batle (1332–1349)
- Antonio de Collell (1349–1363)
- Antonio de Galiana (1363–1375)
- Pedro Cima (1377–1390)
- Luis de Pradés y de Arenós (1390–1403) (1. Mal)
- Francisco Clemente Pérez Capera (1403) (Elekt)
- Luis de Pradés y de Árenós (1407–1429) (2. Mal)
- Gil Sánchez Muñoz y Carbón (1429–1446)
- Juan García (1447–1450)
- Arnaldo de Marí y de Santacília (1460–1464)
- Pedro de Santángel (1465–1466)
- Francisco Ferrer (1467–1475)
- Diego de Avellaneda (1475–1488)
- Rodrigo de Borja (1489–1492)
- Juan Bautista de Salelles (1492–1493)
- Guillermo Ramón de Moncada (1493–1504)
- Antonio de Rojas (1496–1507)
- Diego Ribera de Toledo (1507–1511) (auch Bischof von Segovia)
- Rodrigo Sánchez Mercado (1511–1530) (auch Bischof von Ávila)
- Agostino de Grimaldi (1530–1532)
- Juan Bautista Campeggio (1532–1558)
- Diego Arnedo (1561–1572) (auch Bischof von Huesca)
- Juan Vich Manrique de Lara (1573–1604) (auch Erzbischof von Tarragona)
- Alfonso Laso Sedeño (1604–1607)
- Simón Bauzá, O.P. (1608–1625)
- Baltasar Borja (1625–1630)
- Juan de Santander, O.F.M. (1631–1644)
- Tomás Rocamora, O.P. (1644–1653)
- Miguel Pérez de Nueros (1655–1656)
- Diego de Escolano y Ledesma (1656–1660)
- Pedro Ferrando Manjarrés de Heredia (1660–1670)
- Bernardo Cotoner (1671–1684)
- Pedro de Alagó y de Cardona (1684–1701)
- Francisco Antonio de la Portilla, O.F.M. (1702–1711)
- Atanasio Esterriga Trajanáuregui (1712–1721)
- Juan Fernández Zapata (1722–1729) (auch Bischof von León)
- Benito Panelles Escardó, O.S.B. (1730–1743)
- José Cepeda (1744–1750)
- Lorenzo Despuig Cotoner (1750–1763) (auch Erzbischof von Tarragona)
- Francisco Garrido de la Vega (1763–1772) (auch Bischof von Córdoba)
- Juan Díaz de La Guerra (1772–1777) (auch Bischof von Sigüenza)
- Pedro Rubio-Benedicto Herrero (1778–1794) (auch Bischof von Jaén)
- Bernardo Nadal Crespí (1794–1818)
- Pedro González Vallejo (1819–1825)
- Antonio Pérez Hirias (1825–1842)
- Rafael Manso (1847–1851) (auch Bischof von Zamora)
- Miguel Salvá Munar (1851–1857)
- Mateo Jaume Garau (1875–1886)
- Jacinto María Cervera y Cervera (1886–1897)
- Pedro Juan Campins y Barceló (1898–1915)
- Rigoberto Domenech y Valls (1916–1924) (auch Erzbischof von Saragossa)
- Gabriel Llompart y Jaume Santandreu (1925–1928)
- José Miralles y Sbert (1930–1947)
- Juan Hervás y Benet (1947–1955)
- Jesús Enciso Viana (1955–1964)
- Rafael Alvarez Lara (1965–1973)
- Teodoro Úbeda Gramage (1973–2003)
- Jesús Murgui Soriano (2003–2012) (dann Bischof von Orihuela-Alicante)
- Javier Salinas Viñals (2012–2016) (dann Weihbischof in Valencia)
- Sebastià Taltavull i Anglada (seit 2017)